# La Guerre d'Espagne (livre)
Pour les articles homonymes, voir Guerre d'Espagne (homonymie).
La Guerre d'Espagne est un livre historique écrit par l'écrivain britannique Hugh Thomas.
Il décrit la guerre civile espagnole qui dure de 1936 à 1939.
Il a été censuré pendant le franquisme[réf. souhaitée]. Cependant le général Franco en parlait souvent avec son cousin, Francisco Franco Salgado-Araújo, fréquemment appelé par son diminutif, Pacón.
Il est souvent considéré comme l'un des ouvrages de référence sur la guerre civile espagnole.[réf. souhaitée].
L'édition originale date de 1961 sous le titre The Spanish Civil War ; plusieurs éditions révisées parurent : en 1977 (deuxième), 2003 (quatrième), la dernière édition date de 2011.
Robert Laffont fit publier en 1961 une traduction en français.